# Australasian Championships 1911/Herrendoppel
Das Herrendoppel der Australasian Championships 1911 war ein Tenniswettbewerb in Melbourne.
Titelverteidiger waren Ashley Campbell und Horace Rice. Das Finale gewannen Rodney Heath und Randolph Lycett gegen John Addison und Norman Brookes.

## Hauptrunde
Zeichenerklärung
- Q = Qualifikant
- WC = Wildcard
- LL = Lucky Loser
- ITF = qualifiziert über ITF-Ranking
- ALT = alternate (Ersatz)
- PR = Protected Ranking
- SE = Special Exempt
- r = retired (Aufgabe)
- d = Disqualifikation
- w.o. = walkover
- [ ] = Match-Tie-Break

|  | Finale |                              |   |   |   |  |  |
|  |        |                              |   |   |   |  |  |
|  |        | Rodney Heath Randolph Lycett | 6 | 7 | 6 |  |  |
|  |        | John Addison Norman Brookes  | 2 | 5 | 0 |  |  |